# Carol Ann Lee
Carol Ann Lee (n. 20 martie 1969, Wakefield, Anglia, Regatul Unit) este o autoare și biografă engleză care a scris pe larg despre Anne Frank, Holocaust și crimele săvârșite de asasinii Myra Hindley si Ian Brady.

## Viața și cariera
Carol Ann s-a născut în Wakefield, West Riding of Yorkshire. A studiat istoria artei și designul la Universitatea din Manchester și apoi și-a aprofundat domeniul ei de interes, intervievând supraviețuitori ai Holocaustului și lucrând la Muzeul Evreiesc din Manchester. Prima ei carte a fost publicată trei ani mai târziu.
A scris mai multe cărți despre Anne Frank, printre care o biografie aclamată de specialiști. Cartea One of Your Own: The Life and Death of Myra Hindley (2010) este o biografie obiectivă a Myrei Hindley, care încearcă să descopere adevărata natură și motivațiile odioasei criminale britanice. Cea de-a zecea carte, Evil Relations (2012), a fost nominalizată la premiul CWA Gold Dagger pentru non-ficțiune. Scrisă în colaborare cu David Smith, martorul principal al acuzării în cazul crimelor săvârșite de Myra Hindley si Ian Brady, ea detaliază, pentru prima dată, povestea completă a lui Smith.
În 2012, Lee a publicat A Fine Day for a Hanging, o reexaminare a poveștii de viață a lui Ruth Ellis și a întâmplărilor legate de judecarea ei pentru uciderea lui David Blakely și de executarea ei ulterioară.
Cărțile ei sunt publicate în prezent de Mainstream Publishing, o editură asociată a Random House.

## Lucrări
- 2000 - Roses from the Earth: The Biography of Anne Frank (Penguin Books)
- 2001 - Anne Frank's Story (Puffin Books, 2001)
- 2003 - The Hidden Life of Otto Frank (Penguin Books, 2003)
- 2006 - Anne Frank and the Children of the Holocaust (Viking Press, 2006)
- 2007 - The Winter of the World (Harper Perennial)
- 2010 - One of Your Own: The Life and Death of Myra Hindley (Mainstream)
- 2012 - Evil Relations: The Man Who Bore Witness Against the Moors (publicată anterior ca Witness) (Mainstream)
- 2012 - A Fine Day for a Hanging: The Ruth Ellis Story (Mainstream)